# Rada Mediów Narodowych
Die Rada Mediów Narodowych (deutsch Rat Nationaler Medien, abgekürzt RMN) ist ein fünf Mitglieder umfassendes Aufsichtsgremium in Polen, welches sowohl für die Ernennung als auch die Abwahl der Senderchefs und der Aufsichtsräte beim Öffentlich-rechtlichen Rundfunk, das heißt Telewizja Polska, Polskie Radio sowie Polska Agencja Prasowa, zuständig ist. Der Rat wurde 2016 vom polnischen Verfassungsgericht als verfassungswidrig eingestuft.

## Mitglieder
Drei von fünf Mitgliedern bestimmt die Sejmmehrheit und die restlichen zwei ernennt der amtierende Präsident aus vorgeschlagenen Kandidaturen von den beiden größten Oppositionsparteien im Parlament. Die Amtszeit eines Mitglieds beträgt sechs Jahre.
- Krzysztof Czabański (PiS) – seit 22. Juli 2016 durch Sejmmehrheit gewählt.[3]
- Elżbieta Kruk (PiS) – seit 22. Juli 2016 durch Sejmmehrheit gewählt.[3]
- Joanna Lichocka (PiS) – seit 22. Juli 2016 durch Sejmmehrheit gewählt.[3]
- Juliusz Braun (PO) – seit 26. Juli 2016 durch Staatspräsident ernannt.[4]
- Grzegorz Podżorny (Kukiz’15) – seit 26. Juli 2016 durch Staatspräsident ernannt.[4]

Im Rahmen einer Ausschreibung zum Vorsitzenden der Telewizja Polska konnte sich Jacek Kurski gegen drei Mitbewerber durchsetzen. Mit Ausnahme von Juliusz Braun stimmten alle Ratsmitglieder für ihn.